# Lucien Lévy-Dhurmer

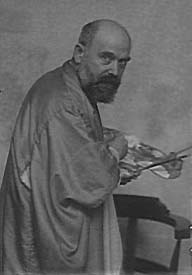
Lucien Lévy-Dhurmer, um 1920

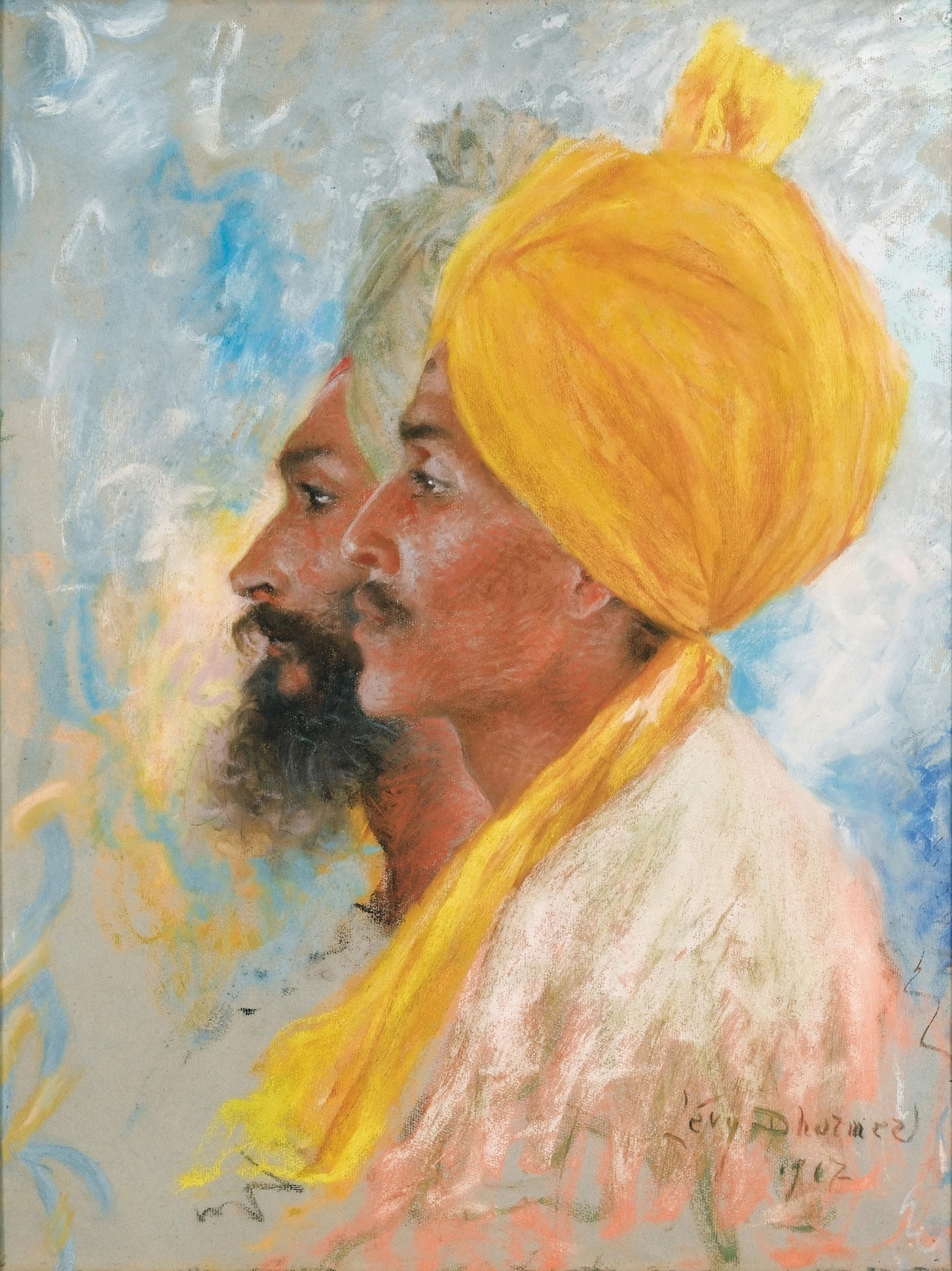
Deux Sikhs (1917); Pastell

Lucien Lévy-Dhurmer (eigentlich Lucien Lévy, * 30. September 1865 in Algier, Algerien; † 24. September 1953 in Le Vésinet bei Paris) war ein französischer Maler, dessen Hauptwerk der Stilrichtung des Symbolismus und Jugendstils zugeordnet wird, sowie ein bekannter Töpfer.

## Biografie
Lucien Lévy stammt aus einer jüdisch-französischen Familie. Schon früh zeigte Lévy ein besonderes Talent für die Malerei und wurde 1879 zum Kunststudium nach Paris geschickt. Ab dem Jahr 1887 lebte er in Südfrankreich und widmete sich hauptsächlich der Töpferei. In dieser Schaffensphase zeigte sich am deutlichsten der Einfluss des Maurischen Stils der Islamischen Kunst. Im Jahre 1895 kehrte er nach Paris zurück, um sich der Malerei zu widmen. Durch eine Italienreise wurde Lévy von der Renaissance-Kunst stark beeinflusst. Ab 1896 signierte er seine Öl- und Aquarellmalerei unter dem Namen Lucien Lévy-Dhurmer. Er fügte die letzten zwei Silben des Geburtsnamens seiner Mutter (Goldhurmer) hinzu, um sich von anderen Künstlern mit Namen Lévy zu unterscheiden. Seine Werke wurden bald der Öffentlichkeit bekannt und bei anderen Künstlern äußerst populär.